# 小泉崇
小泉 崇（こいずみ たかし、1951年（昭和26年）4月25日 - ）は、日本の外交官。2012年（平成24年）9月からブルガリア駐箚特命全権大使。

## 人物・経歴
東京教育大学文学部文学科在学中の1975年（昭和50年）12月、外務省語学研修員採用試験に合格し、翌1976年（昭和51年）同大学を卒業し、外務省に入省する。
- 1977年（昭和52年）ブルガリア外国人語学学院に入学
- 1978年（昭和53年）ソフィア大学に留学
- 1979年（昭和54年）から1982年（昭和57年） ブルガリア大使館三等書記官（文化、政務・経済担当）
- 1988年（昭和63年）から1991年（平成3年） ブルガリア大使館二等書記官（政務・経済担当）
- 1991年から1994年（平成6年） 駐米大使館一等書記官（経済担当）
- 2001年（平成13年）10月  大臣官房総務課査察室首席事務官
- 2002年（平成14年）4月  大臣官房総務課監察査察室首席事務官
- 2005年（平成17年） 東ティモール大使館参事官
- 2007年（平成19年）12月 国際協力局緊急援助室長
- 2009年（平成21年）7月 外務省大臣官房地方連携室長
- 2010年（平成22年）7月 外務省大臣官房福利厚生室長
- 2012年（平成24年）9月 ブルガリア駐箚特命全権大使[1][2]
- 2017年（平成29年）4月 外務省大臣官房総務課外交記録・情報公開室記録審査員[3]

## 同期
- 齋木昭隆（13年外務事務次官・12年外務審議官（政務）・11年駐印大使・08年外務省アジア大洋州局長）
- 鶴岡公二（13年内閣官房審議官兼TPP政府対策本部首席交渉官・12年外務審議官（経済）・10年外務省総合外交政策局長）
- 兒玉和夫（13年OECD大使・外務省研修所長・10年国連大使（次席）・08年外務報道官）
- 木寺昌人（12年駐中国大使・内閣官房副長官補）
- 國方俊男（13年北極担当大使・11年駐チェコ大使）
- 小菅淳一（11年駐ヨルダン大使・06年駐アフガニスタン大使）
- 高田稔久（13年沖縄担当大使・駐ケニア兼ソマリア兼エリトリア兼セーシェル兼ブルンジ大使・10年駐ケニア大使）
- 福川正浩（11年駐ペルー大使）
- 田尻和宏（13年駐パラオ大使）
- 篠田研次（12年駐フィンランド大使）
- 高橋邦夫（11年駐ネパール大使・09年駐スリランカ兼モルディブ大使）
- 久枝譲治（11年駐オマーン大使）
- 加茂佳彦（12年駐アラブ首長国連邦大使）
- 西宮伸一（12年中国大使・10年外務審議官（経済））
- 大塚聖一（12年駐レバノン大使）
- 高瀬康夫（12年駐ジャマイカ兼ベリーズ兼バハマ大使・09年駐トンガ大使）
- 渡部和男（12年駐コロンビア大使・11年科学技術協力担当大使・08年駐パラグアイ大使）
- 東博史（13年駐ポルトガル大使・10年駐モーリタニア大使）
- 長内敬（09年駐ラトビア大使）
- 今井治（13年国際テロ対策・組織犯罪対策協力担当兼サイバー政策担当兼安保理非常任理事国選挙及び安保理改革（中南米諸国）担当大使・12年国際テロ対策・組織犯罪対策協力兼サイバー政策担当大使・09年駐エクアドル大使）
- 細谷龍平（13年駐マダガスカル大使）
- 山本啓司（12年駐ルーマニア大使・11年査察担当大使・駐カメルーン大使）
- 塚原大貮（12年駐ベナン大使）
- 川上公一（12年外交記録公開担当大使・09年駐レバノン大使）